# Drágszél
Drágszél (kroatisch Draga) ist eine ungarische Gemeinde im Kreis Kalocsa im Komitat Bács-Kiskun.

## Geographische Lage
Drágszél liegt acht Kilometer südöstlich der Stadt Kalocsa. Nachbargemeinden sind Miske und Homokmégy.

## Sehenswürdigkeiten
- Römisch-katholische Kirche Szentolvasó Királynéja

## Verkehr
Durch Drágszél verläuft Landstraße Nr. 5311. Auf der fünf Kilometer nördlich der Gemeinde verlaufenden Eisenbahnstrecke von Kalocsa nach Kiskőrös wurde der Personenverkehr im Jahr 2007 eingestellt, so dass Bahnreisende den ungefähr 30 Kilometer nordöstlich liegenden Bahnhof in Kiskőrös nutzen müssen.